# Efektor allosteryczny
Efektor allosteryczny – związek chemiczny łączący się z enzymami allosterycznymi. Efektor łączy się z enzymem w miejscu innym niż centrum aktywne, nazywanym miejscem (centrum) allosterycznym. Po jego związaniu zmienia się konformacja centrum aktywnego, modyfikując aktywność enzymu.
W modelu jednoprzejściowym i modelu sekwencyjnym efektory przesuwają równowagę w kierunku stanu T (spiętego, ang. tensed) w przypadku efektora negatywnego oraz w kierunku stanu R (rozluźniony, ang. relaxed) w przypadku efektora pozytywnego. Wpływ efektorów na aktywność enzymów allosterycznych (cząsteczek regulatorowych) nazywa się efektem heterotropowym.